# سيباستيان بيلين
سيباستيان بيلين مواليد 14 مايو 1978، هو لاعب كرة سلة بلجيكي برازيلي بدأ مسيرته الاحترافية في سنة 2000 ويحمل الرقم 14. يبلغ طوله 6 قدم 9 بوصة (2.1 م).

## روابط خارجية
- سيباستيان بيلين على موقع كرة السلة الأوروبية.كوم (الإنجليزية)
- سيباستيان بيلين على موقع كلية كرة السلة في سبورتس رفرنس.كوم (الإنجليزية)
- سيباستيان بيلين على موقع ريلجم (الإنجليزية)
- سيباستيان بيلين على موقع بروبوليرز (الإنجليزية)
- سيباستيان بيلين على موقع سبورتس رفرنس (الإنجليزية)